# Автошлях Т 2006

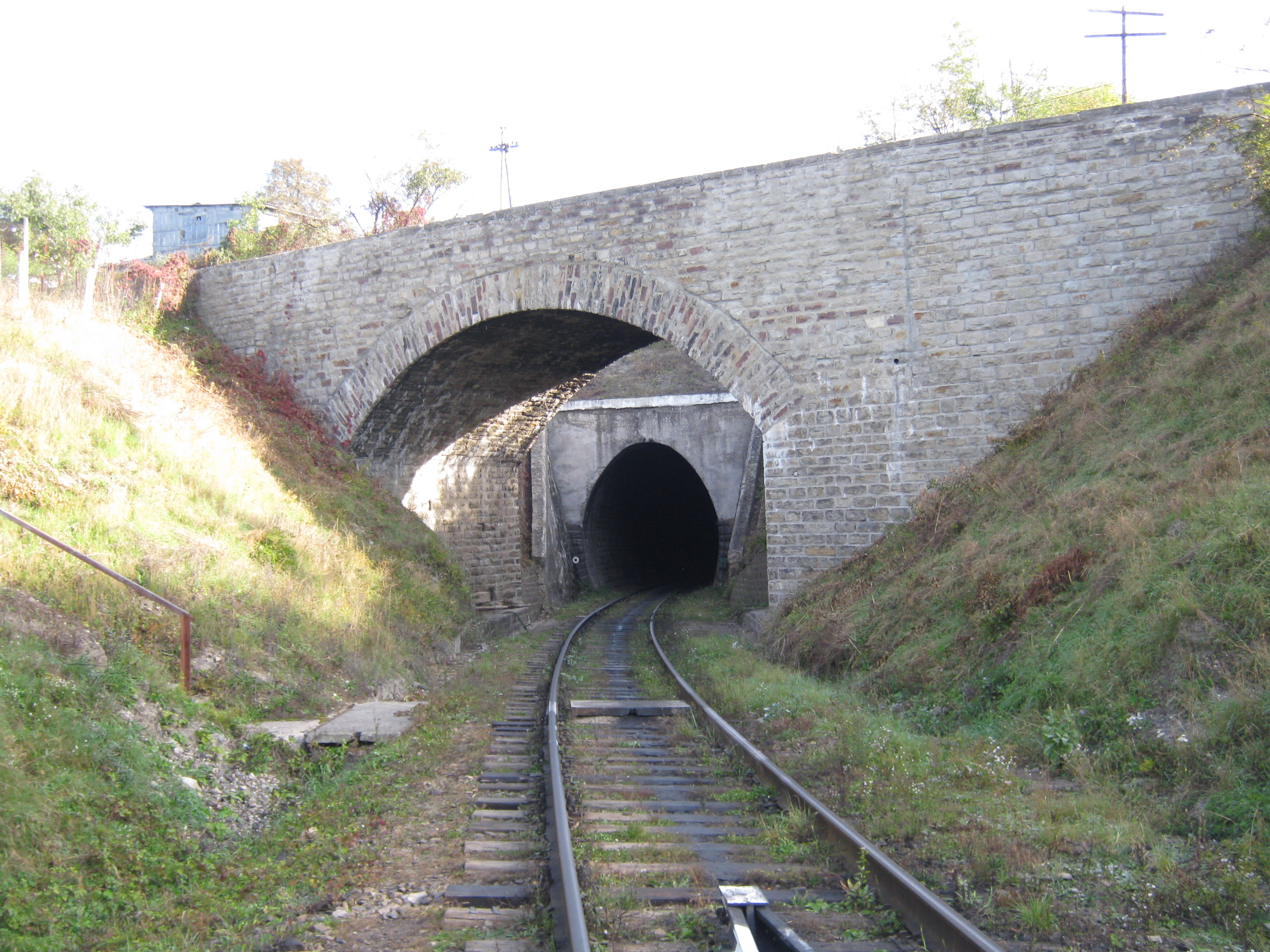
Міст на дорозі поблизу тунелю, Бучач

Автошлях Т 2006 — автомобільний шлях територіального значення в Тернопільській області. Проходить територією Козівського (села Купчинці, Ішків), Теребовлянського (зокрема, через Соколів, Вишнівчик, Зарваницю) та Бучацького (села Киданів, Бобулинці, Осівці, Старі Петликівці, Білявинці, Переволока) районів. Загальна довжина — 55,9 (57) км. У селі Соколів перетинається з автодорогою Т 0903 (Галич — Городок Хмельницької області).